# 7 Day Weekend
"7 Day Weekend" (español: 7 días de fin de semana) es una canción de Grace Jones en 1992 para la banda sonora de la película de Eddie Murphy Boomerang, en la que Jones interpretó el personaje de Helen Strangé.
La canción fue escrita por ella misma junto con Babyface y Antonio Reid, y como la mayoría de las canciones del soundtrack fue producida por Babyface.

## Lista de canciones
- US 12" single (1992) 73008-24040-1

1. "7 Day Weekend" (Remix Club) - 5:27
2. "7 Day Weekend" (Remix Instrumental) - 4:38
3. "7 Day Weekend" (Remix Edición de Radio) - 3:33
4. "7 Day Weekend" (Club Remix) - 5:27

- US 12" promo (1992) P73008-24040-1

1. "7 Day Weekend" - 4:56
2. "7 Day Weekend" (Remix Club) - 5:27
3. "7 Day Weekend" (Remix Instrumental) - 4:38
4. "7 Day Weekend" (Remix Edición de Radio) - 3:33

- Germany CD single (1992) 74321 12993 2

1. "7 Day Weekend" (Remix Edición de Radio) - 3:33
2. "7 Day Weekend" (Remix Club) - 5:27
3. "7 Day Weekend" (Remix Instrumental) - 4:38